# Aluniș (okręg Prahova)
Aluniș – wieś w Rumunii, w okręgu Prahova, w gminie Aluniș. W 2011 roku liczyła 269 mieszkańców.